# Physetica
Physetica is een geslacht van vlinders van de familie Uilen (Noctuidae), uit de onderfamilie Hadeninae.

## Soorten
- P. caerulea Guenée, 1868
- P. cucullina Guenée, 1868
- P. distracta Meyrick, 1924
- P. eucrossa Meyrick, 1927
- P. hudsoni Howes, 1906
- P. longstaffii Howes, 1911
- P. munda Philpott, 1917
- P. obsecrata Meyrick, 1914
- P. parmata Philpott, 1926
- P. phricias Meyrick, 1888
- P. prionistis Meyrick, 1887
- P. sequens Howes, 1912
- P. sminthistis Hampson, 1903
- P. sollennis Meyrick, 1914
- P. temperata Walker, 1858